# Песси и Иллюзия
Песси и Иллюзия (фин. Pessi ja Illusia) — сказка финского писателя Юрьё Кокко, повествующая о дружбе и любви тролля и девочки-эльфа посреди фронтовых сражений, затрагивающая диалектику пессимизма и надежды.
Книга была проиллюстрирована автором с помощью сделанных им самим фотографий природы Карельского перешейка.
Написанная летом 1944 года во время Выборгско-Петрозаводской операции как сказка для взрослых, в 1963 году произведение было адаптировано автором для детей.
Книга выдержала множество изданий (в 1948 году вышло уже 6-е издание), была переведена на многие языки. В издании 2001 года фотографии автора были заменены рисунками Кристины Сегеркранц. По мотивам сказки были сняты кинофильмы в 1954 и 1984 годах, хореографом Ирьей Коскинен поставлен балет, а в Японии создан комикс.